# Résolution 1556 du Conseil de sécurité des Nations unies
Membres permanents
- Chine
- États-Unis
- France
- Royaume-Uni
- Russie

Membres non permanents
- Algérie
- Allemagne
- Angola
- Bénin
- Brésil
- Chili
- Espagne
- Pakistan
- Philippines
- Roumanie

Résolution no 1555 Résolution no 1557
La Résolution du Conseil de sécurité des Nations unies 1556, visant la situation au Soudan a été votée à l'unanimité .le 30 juillet 2004, après rappel des résolutions précédentes (1502 de 2003, 1547 de 2004). Le Conseil de sécurité des Nations unies demandait que le gouvernement du Soudan désarme les milices Janjawid et intervienne sur les violations des droits de l'homme au Darfour.
Cette résolution fut la première résolution concernant la Guerre civile au Darfour ; elle a été approuvée par 13 membres, tandis que deux de ses membres s'abstenaient : la République populaire de Chine et le Pakistan. La Chine indiquait que les mesures prises n'apportaient rien.

## Texte
- Résolution 1556 Sur fr.wikisource.org
- Résolution 1556 Sur en.wikisource.org